# British Rail Class 156
British Rail Class 156 - typ spalinowych zespołów trakcyjnych, należących do rodziny pociągów "Sprinter". Składy tej klasy były wytwarzane w latach 1987-1989 w zakładach nieistniejącej już firmy Metro-Cammel w Birmingham. Obecnie eksploatują je czterej przewoźnicy: East Midlands Trains, National Express East Anglia, First ScotRail oraz Northern Rail. Służą one zarówno do obsługi krótkich tras podmiejskich, jak linii regionalnych, o rozkładowym czasie przejazdu sięgającym nawet pięć i pół godziny.

## Linki zewnętrzne

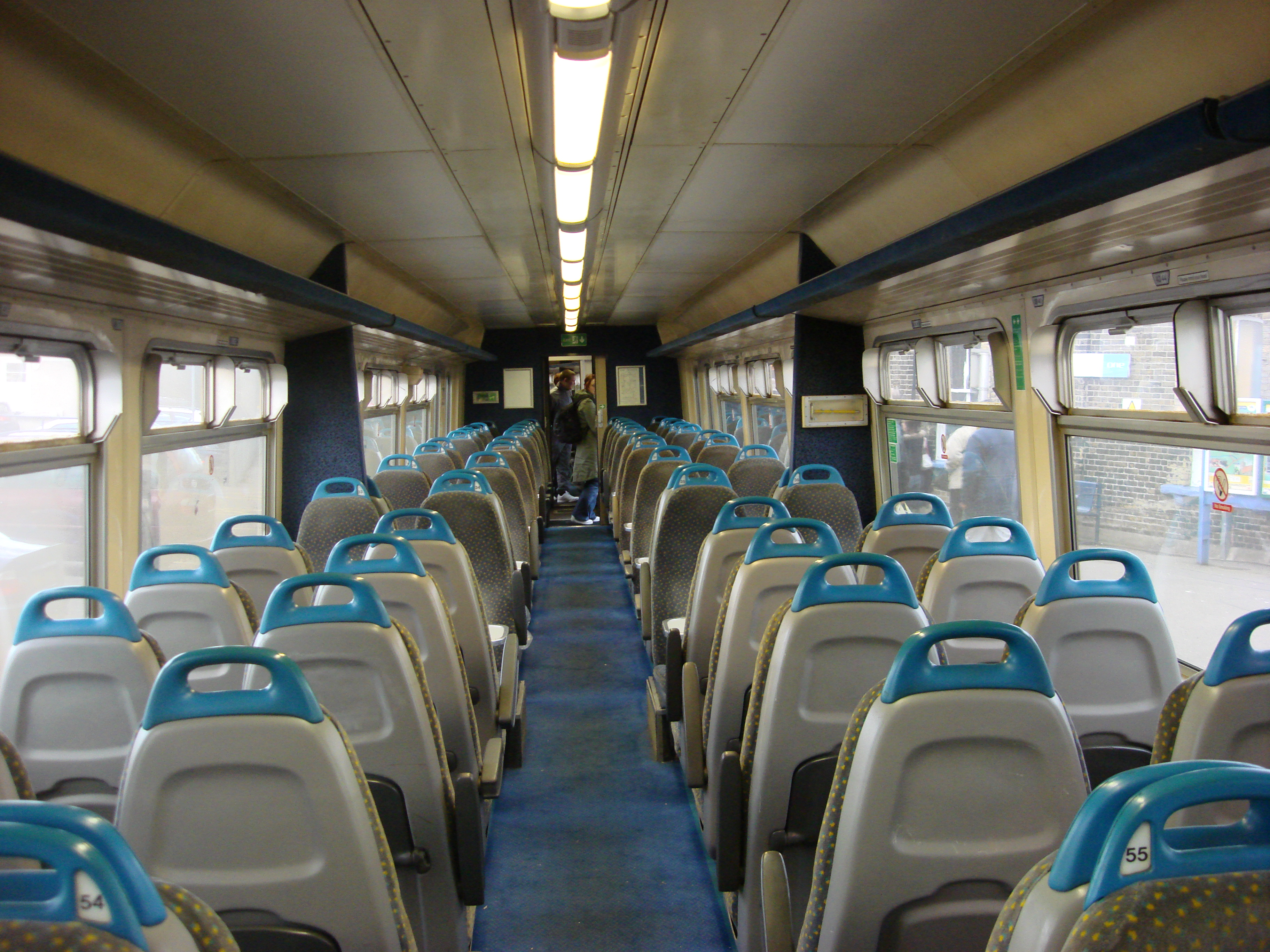
Wnętrze pociągu